# 維多利亞 (密蘇里州)
維多利亞（英語：Victoria）是位於美國密蘇里州傑佛遜縣的非建制地區。

## 歷史
維多利亞的郵局於1863年設立，其後於1955年停運。

## 地理
維多利亞所處的海拔為高於海平面144米（即472英呎），而該地所採用的時區為UTC-6，即北美中部時區（CST）。同時該地設有夏令時間，為UTC-6調快一小時，即UTC-5（CDT）。